# پوشش محافظتی آبگریز
پوشش فوق آبگریز یک لایه سطحی نازک است که آب را دفع می کند. این پوشش از مواد آب‌گریز (بساآبگریزی) ساخته می‌شود. قطراتی که به این نوع پوشش برخورد می‌کنند، می تواند به طور کامل بازگردند. به طور کلی، پوشش‌های فوق آبگریز از مواد کامپوزیتی ساخته می‌شوند که در آن یک جزء، زبری و دیگری انرژی سطحی پایین را ارائه می‌کند.

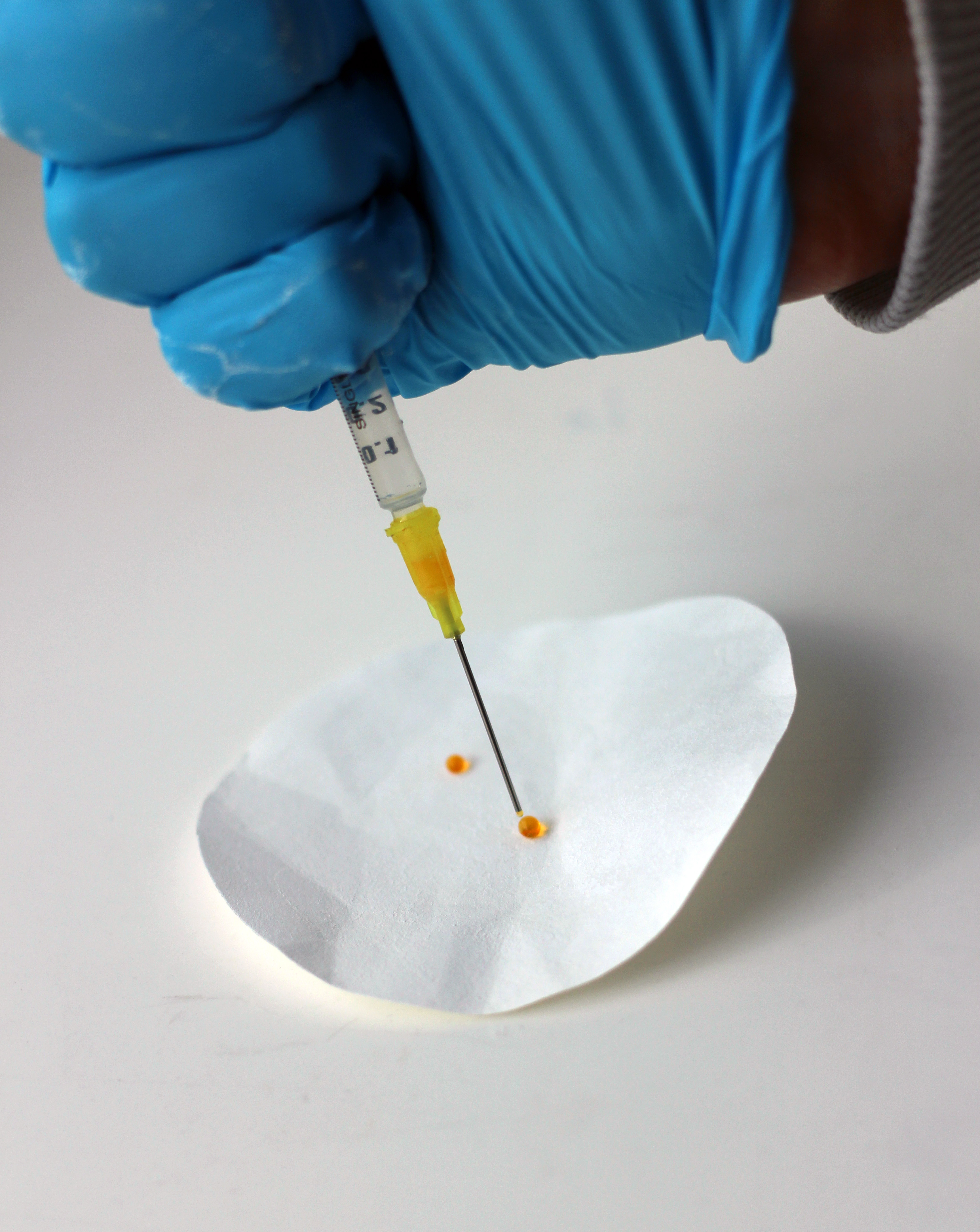
این تصویر کاغذ فیلتر بسیار جاذب پوشیده شده با رنگ فوق آبگریز را نشان می دهد که در دانشگاه کالج لندن ساخته شده است. این پوشش آب را دفع می کند (که برای کنتراست بیشتر به صورت نارنجی رنگ شده است)

## مواد استفاده شده
پوشش های فوق آبگریز را می توان از مواد بسیار مختلفی ساخت. موارد زیر، پایه های احتمالی شناخته شده برای این نوع پوشش هستند:
- نانو کامپوزیت پلی استایرن اکسید منگنز (MnO 2 /PS).[نیازمند منبع]
- نانو کامپوزیت پلی استایرن اکسید روی (ZnO/PS) [۴]
- کربنات کلسیم رسوبی [۵]
- ساختارهای نانولوله کربنی
- نانو پوشش سیلیکا [۶][۷][۸]
- سیلان های فلوئوردار [۹] و پوشش های فلوروپلیمری.[۱۰]

پوشش های مبتنی بر سیلیس شاید مقرون به صرفه ترین گزینه برای استفاده باشند. آنها بر پایه ژل ساخته می شوند و می توان به راحتی با فرو بردن جسم در ژل یا از طریق اسپری آئروسل آنها را اعمال کرد. در مقابل، کامپوزیت‌های پلی استیرن اکسیدی دوام بیشتری نسبت به پوشش‌های مبتنی بر ژل دارند، با این حال فرآیند اعمال این نوع پوشش بسیار پیچیده‌تر و پرهزینه‌تر است. نانولوله‌های کربنی نیز گران هستند و تولید آنها با فناوری های فعلی دشوار است. بنابراین، ژل های مبتنی بر سیلیکا در حال حاضر مقرون به صرفه ترین گزینه هستند.

## انواع پوشش های فوق آبگریز
- آب گریز با دوام – از این نوع برای پارچه ها به منظور محافظت از آنها در برابر آب استفاده می شود.
- دافع باران – این نوع برای شیشه جلو اتومبیل به منظور دفع آب باران در هنگام بارندگی ساخته شده است تا باعث بهبود دید در رانندگی شود.[۱۲][۱۳]

## مصارف صنعتی
در صنعت، پوشش های فوق آبگریز در کاربردهای سطح فوق العاده خشک استفاده می شود. این پوشش باعث می شود که یک لایه ی  نازک تقریباً نامحسوس از هوا در بالای یک سطح تشکیل شود. پوشش های فوق آبگریز در طبیعت نیز یافت می شوند. آنها روی برگ های گیاهان، مانند برگ نیلوفر آبی و برخی بال های حشرات ظاهر می شوند. این پوشش را می توان روی اجسام اسپری کرد تا آنها را ضد آب کند. این اسپری ضد خوردگی و ضد یخ است، دارای قابلیت تمیز کردن است، و می تواند برای محافظت از مدارها و شبکه ها استفاده شود.
پوشش های فوق آبگریز کاربردهای مهمی در صنایع دریایی دارند . آنها می توانند باعث کاهش درگ ناشی از اصطکاک سطحی  در بدنه کشتی‌ها شوند، بنابراین بازده سوخت افزایش می‌یابد. چنین پوششی به کشتی ها اجازه می دهد تا سرعت یا برد حرکتی خود را افزایش دهند و در عین حال هزینه سوخت را کاهش دهند. آنها همچنین می توانند خوردگی را کاهش دهند و از رشد موجودات دریایی روی بدنه کشتی جلوگیری کنند.
علاوه بر این کاربردهای صنعتی، پوشش‌های فوق آبگریز کاربردهای بالقوه‌ای در شیشه جلوی خودروها دارند تا از چسبیدن قطرات باران به شیشه جلوگیری کنند. این پوشش ها همچنین حذف رسوبات نمک را بدون استفاده از آب شیرین امکان پذیر می کنند. علاوه بر این، پوشش های فوق آبگریز توانایی کمک در برداشت مواد معدنی از آب شور دریا را دارند . با وجود کاربردهای زیاد این پوشش، ایمنی برای محیط زیست و کارگران مسئله مهمی است. سازمان بین المللی دریانوردی قوانین و سیاست های بسیاری در مورد ایمن نگه داشتن آب از مواد افزودنی خطرناک دارد.
پوشش های فوق آب گریز برای دافعه نسبت به آب، به ساختار حساس و ظریف میکرو یا نانو متکی هستند — این ساختار به راحتی در اثر سایش یا تمیز کردن آسیب می بیند. بنابراین، پوشش ها بیشتر در مواردی مانند قطعات الکترونیکی که مستعد ساییدگی نیستند استفاده می شود. اشیایی که در معرض اصطکاک دائمی هستند، مانند بدنه قایق ها، دائما به تجدید اعمال این پوشش روی سطح خود نیاز دارند تا بتوانند درجه بالایی از عملکرد و محافظت را حفظ کنند.
موارد کاربرد: - به دلیل دافعه بسیار زیاد نسبت به مایعات، و _در برخی موارد_ مقاومت باکتریاییِ این پوشش های آبگریز، اشتیاق زیادی برای استفاده گسترده آنها در ابزارهای جراحی، تجهیزات پزشکی، منسوجات، و انواع سطوح و بسترها وجود دارد. ولیکن با وضعیت فعلی تجهیزات موجود برای ایجاد این فناوری، این پوشش‌ها از نظر دوام ضعیف بوده و همین موضوع مانع استفاده ی گسترده آن شده است و آن را برای اکثر کاربردها نامناسب می کند. بافت های سطحی مهندسی شده ی جدیدتر روی فولاد ضد زنگ بسیار با دوام و به طور دائم آبگریز هستند. از لحاظ بصری، این سطوح به صورت یک سطح مات یکنواخت به نظر می رسند، اما از نظر میکروسکوپی از فرورفتگی های گرد با عمق یک تا دو میکرون، که 25 تا 50 درصد سطح را می پوشانند تشکیل شده اند. این سطوح برای ساختمان هایی تولید می شوند که هرگز نیازی به نظافت ندارند.

بسیاری از شرکت های با فعالیت های غیر شیمیایی در اینترنت وجود دارند که پوشش های فوق آبگریز را برای کاربردهای مختلفِ نامناسبی ارائه می دهند. قبل از اقدام به استفاده از این تکنولوژی، درک علم به کار رفته در این پوشش ها مهم است:

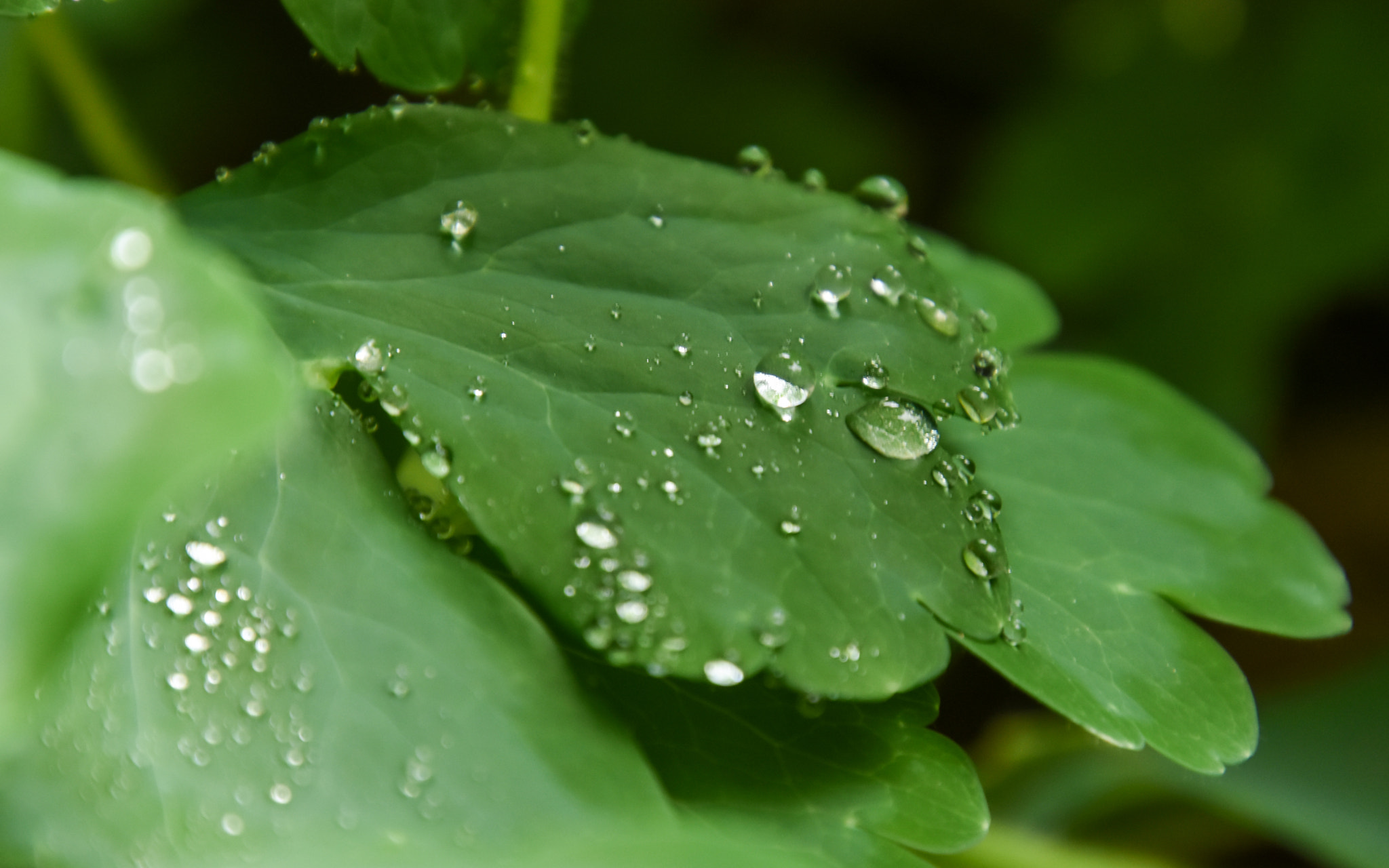
آب‌گریزی طبیعی در برگ گیاهان

- به جای استفاده از اتم‌های فلوئور به منظور دفع مایعات، مانند بسیاری از آب‌بندهای موفقِ نفوذگرِ آبگریز (نه فوق آبگریز)، محصولات فوق آبگریز، نوعی پوشش محسوب می شوند. به عبارت دیگر، پوشش فوق آبگریز با ایجاد ساختاری در ابعاد میکرو یا نانو روی سطحی کار می‌کنند که دارای خواص فوق‌دفع است.
- این ساختارهای بسیار ریز ذاتاً بسیار ظریف و حساس هستند و به راحتی در اثر سایش، تمیز کردن یا هر نوع اصطکاک آسیب می بینند. اگر ساختار حتی اندکی آسیب ببیند، خاصیت فوق آبگریزی خود را از دست می دهد.[نیازمند منبع] این فناوری مبتنی بر ریزساختار موجود در پرزهای برگ زنبق است که باعث می‌شود آب صرفا روی آن غلت بخورد و سرازیر شود. اگر یک برگ سوسن را کمی بمالید، دیگر آبگریز نخواهد بود. برخلاف برگ زنبق که می تواند التیام یابد و موهای جدید را رشد دهد، پوشش های فوق آبگریز مصنوعی این کار را انجام نمی دهند.
- در نتیجه، تا زمانی که پیشرفت‌ علم و تجهیزات نتواند ضعف شناسایی شده‌ی این فناوری را برطرف کند، کاربردهای آن محدود خواهد بود. این پوشش به طور عمده در محیط های مهر و موم شده که در معرض سایش یا تمیز کردن نیستند، برای محافظت در برابر رطوبت و جلوگیری از خوردگی استفاده می شود؛ مانند قطعات الکترونیکی (از جمله تجهیزاتِ داخل تلفن های هوشمند) و پره های انتقال حرارت تهویه مطبوع.[۱۷]

سطوح را می توان بدون استفاده از پوشش، بلکه از طریق تغییر خطوط میکروسکوپی سطح آنها نیز آبگریز ساخت.